# Mostyska
Mostyska (ukrajinsky Мостиська, rusky Мостиска – Mostiska, polsky Mościska) jsou město ve Lvovské oblasti na Ukrajině. K roku 2004 v nich žilo přes devět tisíc obyvatel.

## Poloha a doprava
Mostyska leží na Sičně, levém přítoku Vyšni v povodí Sanu. Od Lvova, správního střediska oblasti, je vzdálena přibližně šedesát kilometrů západně, od polsko-ukrajinské hranice přibližně dvanáct kilometrů východně.
Přes město prochází trať z Přemyšlu do Lvova, která zde mění rozchod kolejí. Přes Mostyska také prochází Evropská silnice E40, která je zde vedena po dálnici M11.

## Dějiny
Status města získala Mostyska v roce 1244, kdy patřila do polsko-litevské unie. V roce 1404 obdržela Mostyska tzv. Magdeburské právo. V roce 1498 byla Mostyska napadena turecko-tatarskými oddíly a celá zničena a vypálena. Aby bylo urychleno obnovení města, byla Mostyska v roce 1500 osvobozena na 8 let od placení všech daní. Po dělení Polska v roce 1772 připadla do habsburské Haliče a zde se později stala významným střediskem haličských Židů. Po konci první světové války připadla do druhé Polské republiky. V té době zde žilo zhruba 2300 Židů, kteří tak tvořili přibližně polovinu obyvatelstva. Na začátku druhé světové války obsadil Mostysku v rámci své invaze Sovětský svaz. V letech 1941–1944 byla Mostyska obsazena nacistickým Německem. Němci zde založili ghetto, ale v říjnu 1942 nakonec jeho 3000 obyvatel deportovali do vyhlazovacího tábora Belzec.
Na podzim 1945 začalo vysídlování polského obyvatelstva, které trvalo až do roku 1948. V rámci něho byla většina Poláku vysídlena do nových polských hranic. I po tomto vysídlení polského obyvatelstva zůstává Mostyska a její okolí centrem polského obyvatelstva.

### Rodáci
- Benzion Igel (1838–1898), rakouský matematik
- Jan Szczepanik (1872–1926), polský chemik
- Edvard Kava (* 1978), římskokatolický biskup